# Cadillac Sixty Special
El Cadillac Sixty Special fue un automóvil de lujo, del segmento F producido por General Motors bajo su firma de lujo Cadillac. Fue diseñado originalmente por Bill Mitchell y descontinuado en 1993. Desde la salida del Cadillac Eldorado Brougham, se le consideró un acompañante de este último.

## Historia
En 1938, se agregó un nuevo modelo al bajo rango económico de Cadillac (es decir, la Serie 60), que se llamó Sixty Special. Esta primera serie fue producida desde 1938 hasta 1941, y sus peculiaridades eran un tronco integrado, la falta de estribos laterales (pronto todos los fabricantes de automóviles seguirían su ejemplo) y las puertas se articulaban en cuatro puntos.
En 1942 se lanzó la nueva serie, que era 180 mm más larga y 25 mm más baja que el modelo de 1941. La distancia entre ejes era ahora de 3400 mm, que es el valor más alto entre todos los Cadillacs (excepto las versiones de limusina). Esto habría sido una característica distintiva de la Serie 60. Durante los próximos 28 años, el Sixty Special se habría basado en la versión alargada de la plataforma C de tracción delantera de General Motors.
Casi todos los modelos de Cadillac fueron revisados en 1948, y el Sixty Special no fue una excepción. El tono era el mismo, pero el cuerpo fue el tema de un cambio de imagen. En el interior, las ventanas eléctricas y los asientos de los sofás eléctricos, con almacenamiento de dos posiciones, se convirtieron en estándar. El motor V8 de 5,7 L de desplazamiento todavía estaba disponible.

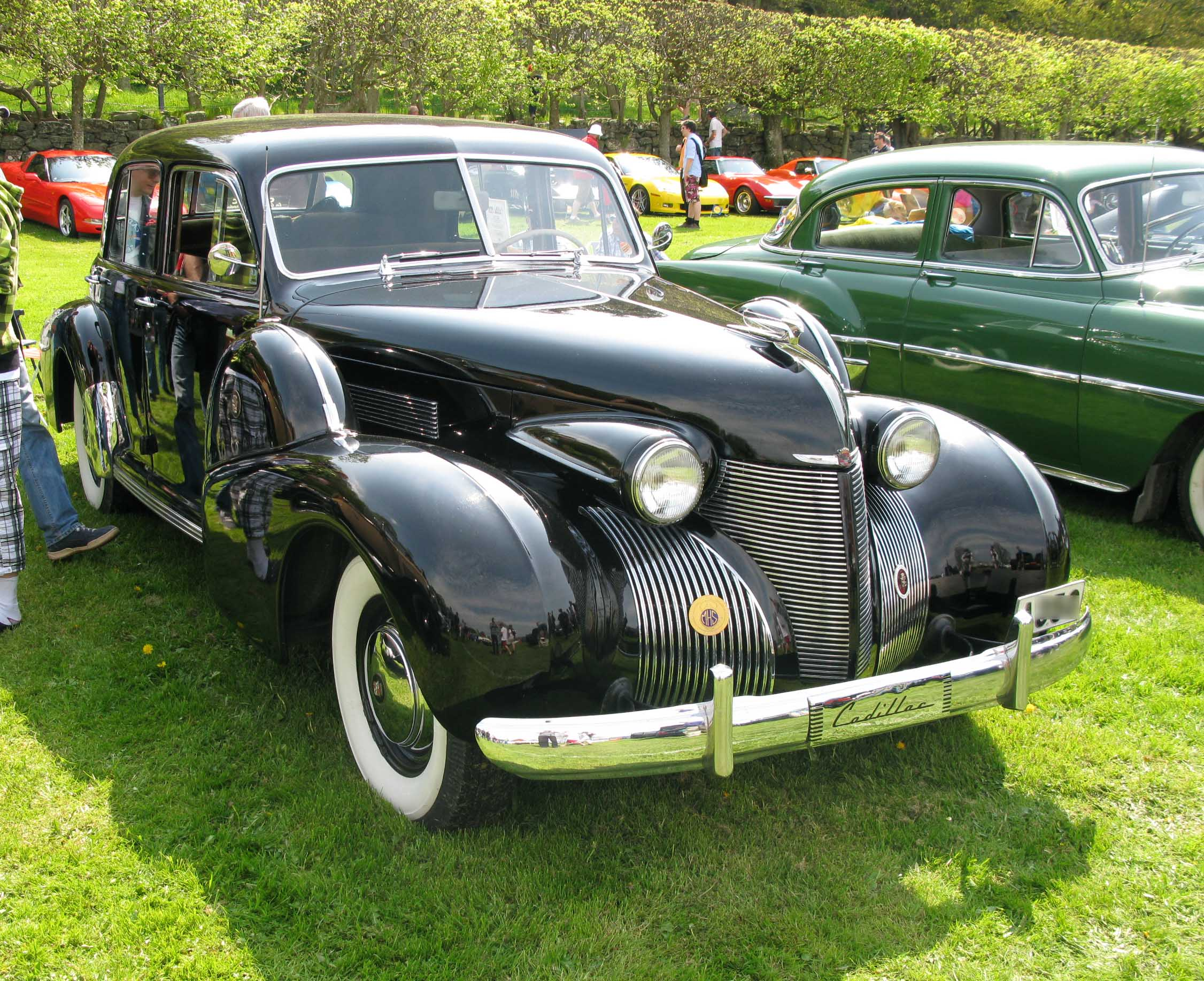
Primera generación del Sixty

En 1949, estaba disponible un nuevo motor con válvula de cabeza, también V8, pero a partir de 5.4 L. Este nuevo motor tenía una carrera corta y una relación de compresión alta.
En los años cincuenta, el Sixty Special continuó siendo la versión ampliada y con accesorios de la Serie 62, incluso si ya no se ofrecía la transmisión manual. En 1950, el Cadillac volvió a revisar todos los modelos de su gama, incluido este. Mientras que la opulencia del interior del Sixty Special no tenía rival entre los modelos Cadillac, la línea exterior se parecía a la de la Serie 62. Cabe decir que las persianas cromadas que se habían instalado desde 1942 en el panel trasero.
Todos los Cadillacs de 1954 fueron el tema de un cambio de imagen. Incluso el Sixty Special estuvo involucrado en este proceso de renovación, incluso si, externamente, todavía se parecía mucho a la Serie 62. La distancia entre ejes se extendió a 3,378 mm, como lo fue en 1949. Una nueva dirección asistida Saginaw se instaló de serie. Las nuevas opciones fueron los asientos de banco de cuatro posiciones ajustables eléctricamente y el servofreno Bendix. Se mantuvo el motor de desplazamiento V8 de la válvula aérea de 5.4L, a pesar de que se actualizó y ahora produce 230PS de potencia.
En 1956 se introdujo un nuevo motor de 6 L, que produjo 285 HP y En 1961, el Sixty Special fue sometido a un cambio de imagen. El resultado fue un techo más afilado y más formal que, a veces, estaba cubierto internamente con vinilo. A mediados de los años 1960 el Sixty sufrió un lavado de cara y ahora era más largo que antes. En esta generación, sólo se contaba con una única caja de cambios, la automática Hydra-Matic de 4 velocidades, con motores montados en la parte delantera y con tracción trasera.
En 1971, solo se comercializó un modelo, el Fleetwood Sixty Special Brougham. El modelo siempre tenía una distancia entre ejes de 3.378 mm, pero estaba equipado con paneles nuevos y un techo nuevo. Este último fue inspirado claramente por el techo original diseñado por Bill Mitchell en 1938 para el primer Sixty Special, con ventanas laterales de una cara para cada uno, y con esquinas redondeadas (rodeadas por bordes delgados cromados)
El Sixty Special regresaría en 1987 como el mejor modelo impulsado por la plataforma C de GM con tracción delantera, con una producción planificada de tan solo 2.000 unidades. Los Sixty Specials de 1987 y 1988 fueron autos hechos a medida con una distancia entre ejes de 127 mm (5 pulgadas) sobre el DeVille/Fleetwood en el que estaban basados. Equipado de manera similar al Fleetwood d'Elegance de tamaño estándar (el modelo en el que se basó), el Sixty Special también incluía un sistema de frenos antibloqueo (una opción de 925 dólares estadounidenses en el Fleetwood) y un sistema de escape de acero inoxidable no disponible en otros modelos . En 1987, Sixty Special tenía un precio de 34,850 dólares y también cabe decir que eran más de 8,700 $ sobre el precio de la Fleetwood d'Elegance.